# Look Through Any Window
"Look Through Any Window" is een nummer van de Britse band The Hollies. Het verscheen op de Amerikaanse versie van hun album Hollies, genaamd Hear! Here!, uit 1965. Op 27 augustus van dat jaar werd het uitgebracht als de tweede single van het album.

## Achtergrond
"Look Through Any Window" is geschreven door Graham Gouldman en Charles Silverman en geproduceerd door Ron Richards. Het is de opvolger van hun eerste nummer 1-hit "I'm Alive". Het nummer bevat een riff die op een 12-snarige gitaar wordt gespeeld. Verder zijn er harmonieën op te horen en speelt Bobby Elliott een stevige drumbeat. Er bestaat ook een Franse versie met de titel "Regardez par des fenêtres", die pas in 1988 op het compilatiealbum Rarities werd uitgebracht.
"Look Through Any Window" behaalde de vierde plaats in de Britse UK Singles Chart. Ook werd het de eerste single van de band die de top 40 van de Amerikaanse Billboard Hot 100 haalde, waarin het op plaats 32 piekte. Daarnaast werd het een top 10-hit in Canada, Ierland, Noorwegen en Zuid-Afrika. In Nederland behaalde het de twaalfde plaats in de Top 40 en de vijftiende plaats in de Parool Top 20. Het nummer is gecoverd door onder meer Gary Lewis & the Playboys. De B-kant "So Lonely" is eveneens opgenomen door The Everly Brothers.

## Hitnoteringen

### Nederlandse Top 40
| Hitnotering: 02-10-1965 t/m 27-11-1965 | Hitnotering: 02-10-1965 t/m 27-11-1965 | Hitnotering: 02-10-1965 t/m 27-11-1965 | Hitnotering: 02-10-1965 t/m 27-11-1965 | Hitnotering: 02-10-1965 t/m 27-11-1965 | Hitnotering: 02-10-1965 t/m 27-11-1965 | Hitnotering: 02-10-1965 t/m 27-11-1965 | Hitnotering: 02-10-1965 t/m 27-11-1965 | Hitnotering: 02-10-1965 t/m 27-11-1965 | Hitnotering: 02-10-1965 t/m 27-11-1965 | Hitnotering: 02-10-1965 t/m 27-11-1965 |
| Week                                   | 1                                      | 2                                      | 3                                      | 4                                      | 5                                      | 6                                      | 7                                      | 8                                      | 9                                      |                                        |
| -------------------------------------- | -------------------------------------- | -------------------------------------- | -------------------------------------- | -------------------------------------- | -------------------------------------- | -------------------------------------- | -------------------------------------- | -------------------------------------- | -------------------------------------- | -------------------------------------- |
| Nummer                                 | 29                                     | 18                                     | 16                                     | 16                                     | 12                                     | 18                                     | 23                                     | 29                                     | 35                                     | uit                                    |

### Parool Top 20
| Hitnotering: 30-10-1965 t/m 13-11-1965 | Hitnotering: 30-10-1965 t/m 13-11-1965 | Hitnotering: 30-10-1965 t/m 13-11-1965 | Hitnotering: 30-10-1965 t/m 13-11-1965 | Hitnotering: 30-10-1965 t/m 13-11-1965 |
| Week                                   | 1                                      | 2                                      | 3                                      |                                        |
| -------------------------------------- | -------------------------------------- | -------------------------------------- | -------------------------------------- | -------------------------------------- |
| Nummer                                 | 15                                     | 16                                     | 20                                     | uit                                    |

### NPO Radio 2 Top 2000
| Nummer met noteringen in de NPO Radio 2 Top 2000 | '00  | '01-'02 | '03  |
| ------------------------------------------------ | ---- | ------- | ---- |
| Look Through Any Window                          | 1565 | -       | 1795 |

1. ↑  Een '-' betekent dat het nummer niet was genoteerd en een vetgedrukt getal geeft de hoogste notering aan.
2. ↑  2000 was het eerste jaar met een notering voor dit nummer.
3. ↑  Deze tabel is bijgewerkt tot en met de laatste editie (2024).